# Friedrich Stolz

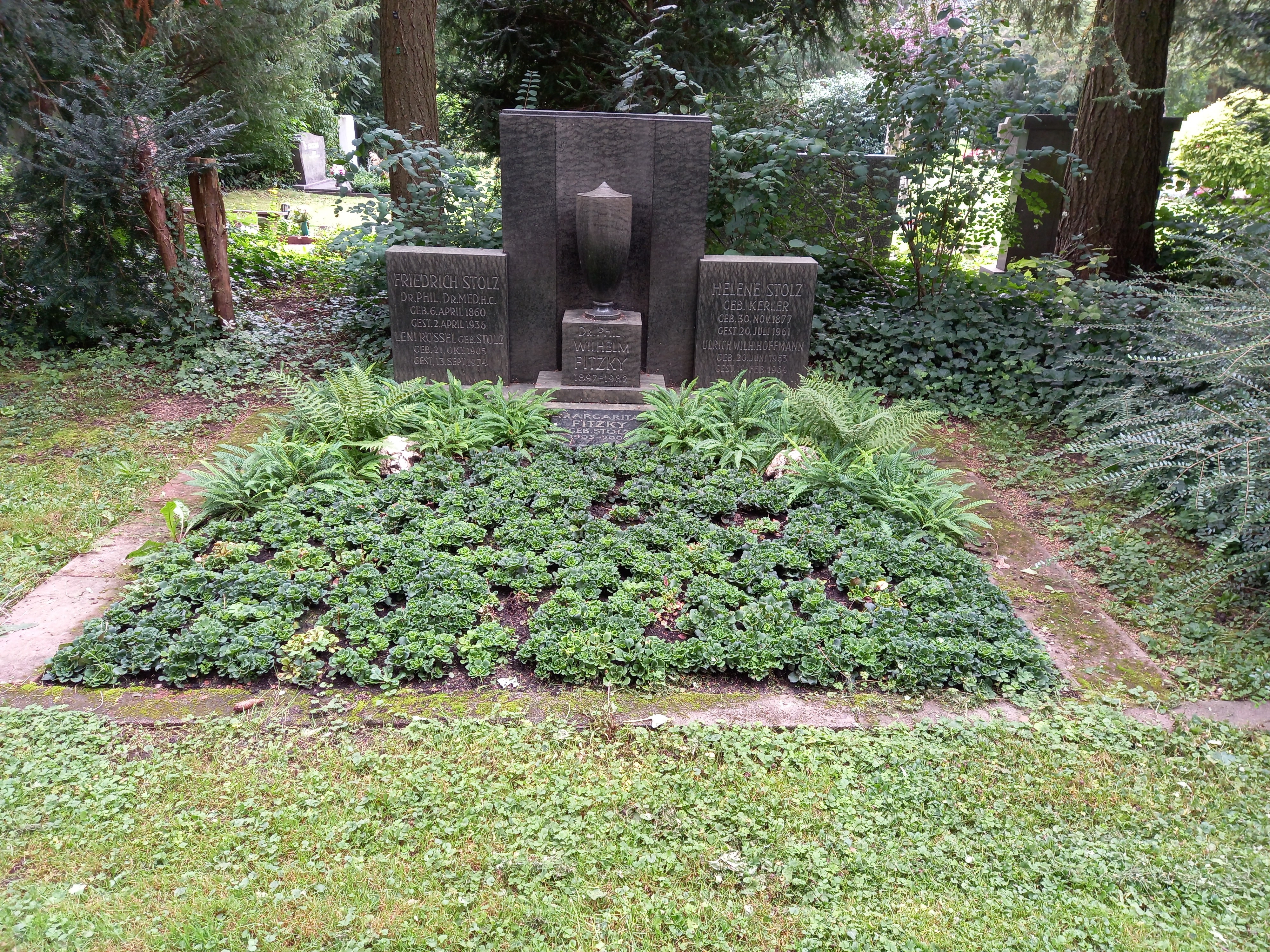
Grobowiec rodzinny

Friedrich Stolz (ur. 6 kwietnia 1860 w Heilbronn, zm. 2 kwietnia 1936 we Frankfurcie-Höchst) – niemiecki chemik. Wraz z Ludwigiem Knorrem wynalazł przeciwbólowy związek chemiczny aminofenazon, zarejestrowany w 1897 roku jako piramidon. Dzięki syntezie chemicznej udało mu się w 1904 roku po raz pierwszy opracować metodę sztucznego wytwarzania epinefryny.

## Życiorys
Urodził się w rodzinie chemików. Studiował farmację i chemię, a po ukończeniu studiów został asystentem Adolfa von Baeyera w Monachium. Z uwagi na fakt, że nie mógł zrobić kariery pracując w szkole wyższej, w 1886 roku rozważał emigrację do Ameryki, jednak na prośbę rodziców zdecydował się pozostać w Niemczech.
Jego rodzice chcieli aby pracował jako aptekarz, jednak w 1890 roku przeniósł się do Frankfurtu nad Menem aby podjąć pracę w laboratorium. Tam pracował nad środkami przeciwbólowymi. W późniejszych latach badał także inne substancje chemiczne o działaniu antyalergicznym i przeciwbólowym – prokainę, nirwanol oraz efedrynę. Pod koniec życia w 1930 roku uzyskał tytuł honorowego doktora na Uniwersytecie w Marburgu.
W 1900 roku ożenił się z Helene Kerler. Miał dwie córki.